# Archiwum Akt Dawnych Diecezji Toruńskiej
Archiwum Akt Dawnych Diecezji Toruńskiej im. ks. Alfonsa Mańkowskiego – archiwum gromadzące, przechowujące i udostępniające akta z terenu diecezji toruńskiej, znajdujące się przy pl. ks. Stefana Wincentego Frelichowskiego 1 w Toruniu.
Archiwum powstało na podstawie dekretu pierwszego biskupa toruńskiego Andrzeja Suskiego 24 czerwca 2001 roku. Pierwszym jego dyrektorem został ks. Dariusz Aniołkowski, a od 2009 funkcję tę przejął ks. Jerzy Karol Kalinowski. Od 1 marca 2023 dyrektorem Archiwum jest dr Mateusz Żmudziński.
W skład archiwum wchodzi 113 zespołów archiwalnych, w których znajduje się 1158 ksiąg metrykalnych oraz ponad 3 tysiące pozostałych jednostek archiwalnych. Najstarsze z nich pochodzą z parafii w Brzoziu Lubawskim (księga chrztów z 1598 roku) oraz z Golubia (akta miejskie od 1530 roku).